# Fadren
Fadren - em português O Pai ou Pai -  é um drama do escritor sueco August Strindberg, publicado em 1887.

## Assunto
A obra narra o desmoronamento psicológico de um marido, acossado pela dúvida de que se realmente é o pai do seu filho, dúvida essa instilada pelas insinuações da sua esposa.

## Tema
O drama tem o caráter de tragédia antiga, aliado a perspetivas psicológicas e naturalistas da época.